# Éternoz-Vallée-du-Lison
Éternoz-Vallée-du-Lison est une commune nouvelle française qui existe depuis le 1er janvier 2025 dans le département du Doubs et la région Bourgogne-Franche-Comté. Elle résulte de la fusion des communes d'Éternoz et de Saraz.

## Géographie

### Localisation
La nouvelle commune est située sur le plateau d'Ornans-Amancey et s'étale de part et d'autre des gorges du Lison qui entaillent profondément le plateau entre Nans-sous-Sainte-Anne et Myon.

## Toponymie
Esternoz en 1262 ; Esternos en 1275 ; Esternoch en 1280 ; Esternoz dessoz Monmaour en 1294 ; Sternol au XIVe siècle. Le toponyme semble germanique : « vallée de hêtres ».

## Histoire
La commune est créée le 1er janvier 2025 à la suite d'un arrêté préfectoral du 18 septembre 2024 par la fusion des communes d'Éternoz et de Saraz. Le chef-lieu de la commune nouvelle est fixé à la mairie de l'ancienne commune d'Éternoz.

## Politique et administration
Jusqu'aux prochaines élections municipales françaises de 2026, le conseil municipal de la commune nouvelle est constitué de l'ensemble des membres en exercice des conseils municipaux des deux communes fondatrices.

### Liste des maires
| Période | Période  | Identité | Étiquette | Qualité |
| ------- | -------- | -------- | --------- | ------- |
| 2025    | En cours |          |           |         |

### Communes fondatrices
| Nom             | Code Insee | Intercommunalité | Superficie (km2) | Population (dernière pop. légale) | Densité (hab./km2) |
| --------------- | ---------- | ---------------- | ---------------- | --------------------------------- | ------------------ |
| Éternoz (siège) | 25223      | CC Loue-Lison    | 29,26            | 325 (2022)                        | 11                 |
| Saraz           | 25533      | CC Loue-Lison    | 6,02             | 20 (2022)                         | 3,3                |

La commune nouvelle compte cinq communes déléguées : d'une part, la commune de Saraz ; d'autre part, les anciennes communes d'Alaise, Coulans-sur-Lison, Doulaize et Refranche, qui ont fusionné avec Éternoz en 1973 avec le statut de communes associées.

## Population et société

### Démographie
L'évolution du nombre d'habitants est connue à travers les recensements de la population effectués dans la commune depuis sa création.

En 2022, la commune comptait 345 habitants.
| 2021 | 2022 |
| ---- | ---- |
| 342  | 345  |

## Culture locale et patrimoine

### Lieux et monuments
- L'église d'Éternoz, sous le vocable de saint Laurent, date de 1804. Elle est composée d'une nef unique et d'un clocher à dôme rond.
- L'église de la Nativité-de-Saint-Jean-Baptiste d'Alaise.
- L’église de Coulans-sur-Lison[5] dont le chœur est du XIVe siècle mais la nef à 2 travées a été reconstruite de 1776 à 1780.
- La chapelle Sainte-Anne de Saraz qui date de 1624.
- Le réservoir de Doulaize, à toit de lauzes (« laves »)
- Les gorges du Haut Lison à visiter grâce au chemin de randonnée qui les longe (variante du GR 590)
- Les nombreuses cascades des affluents du Lison : 
  - cascade de la Vau au village d'Éternoz
  - cascade de l'Œil de Bœuf à Coulans
  - saut du ruisseau de Goële à Chiprey
- Les nombreux belvédères sur la vallée du Lison (voir liste)

Éternoz
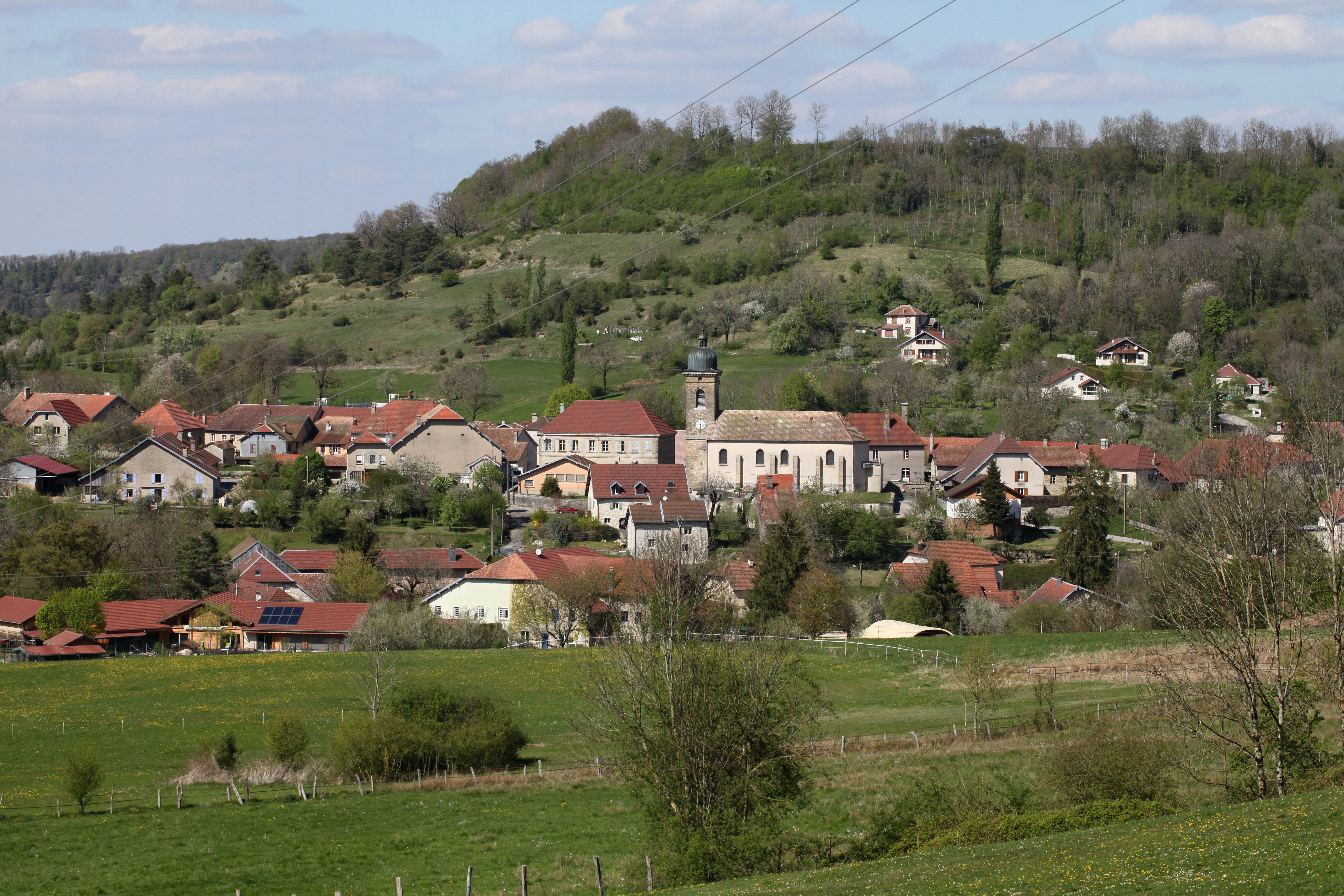
Vue d'Éternoz.
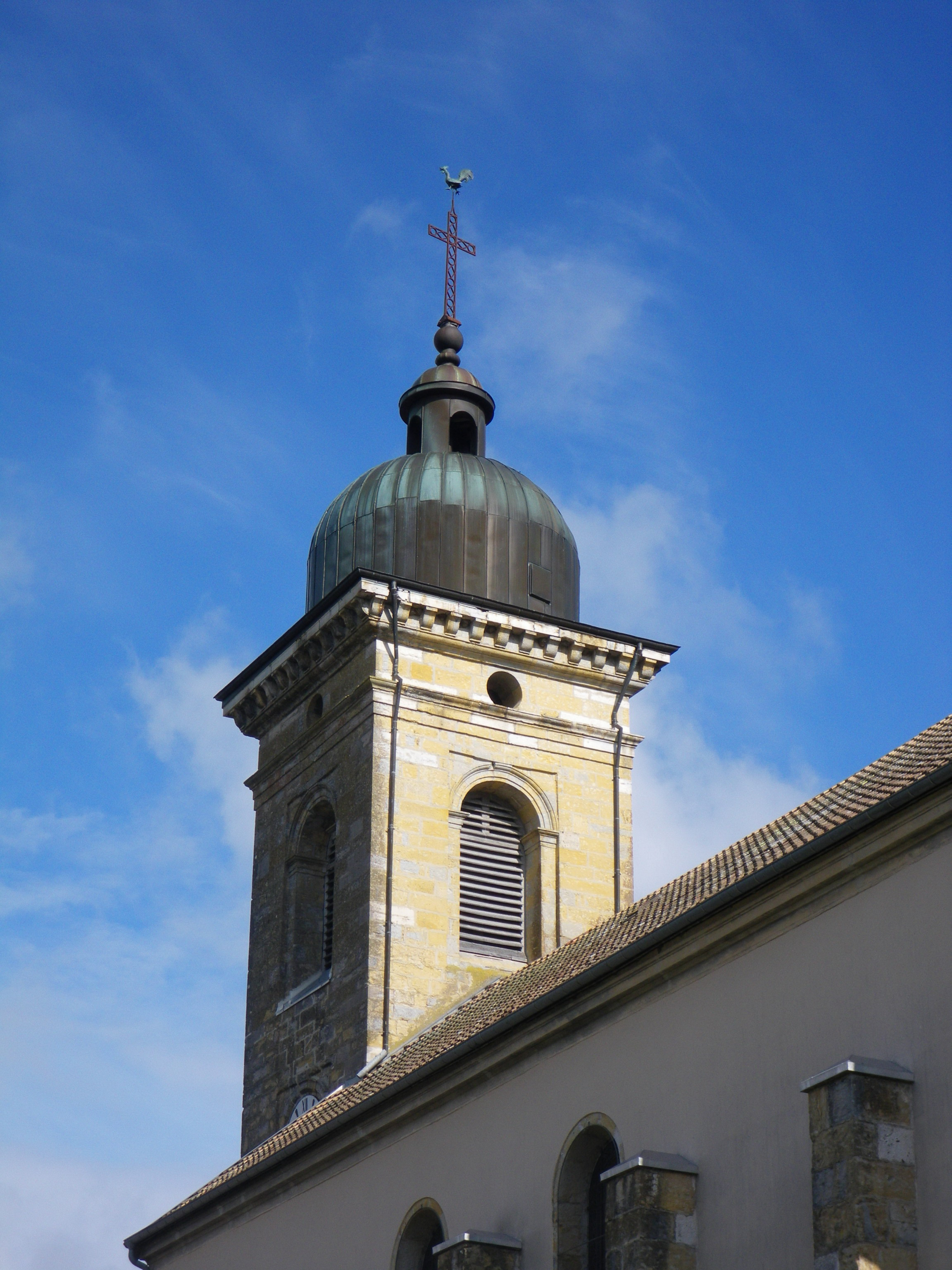
Clocher d'Éternoz.
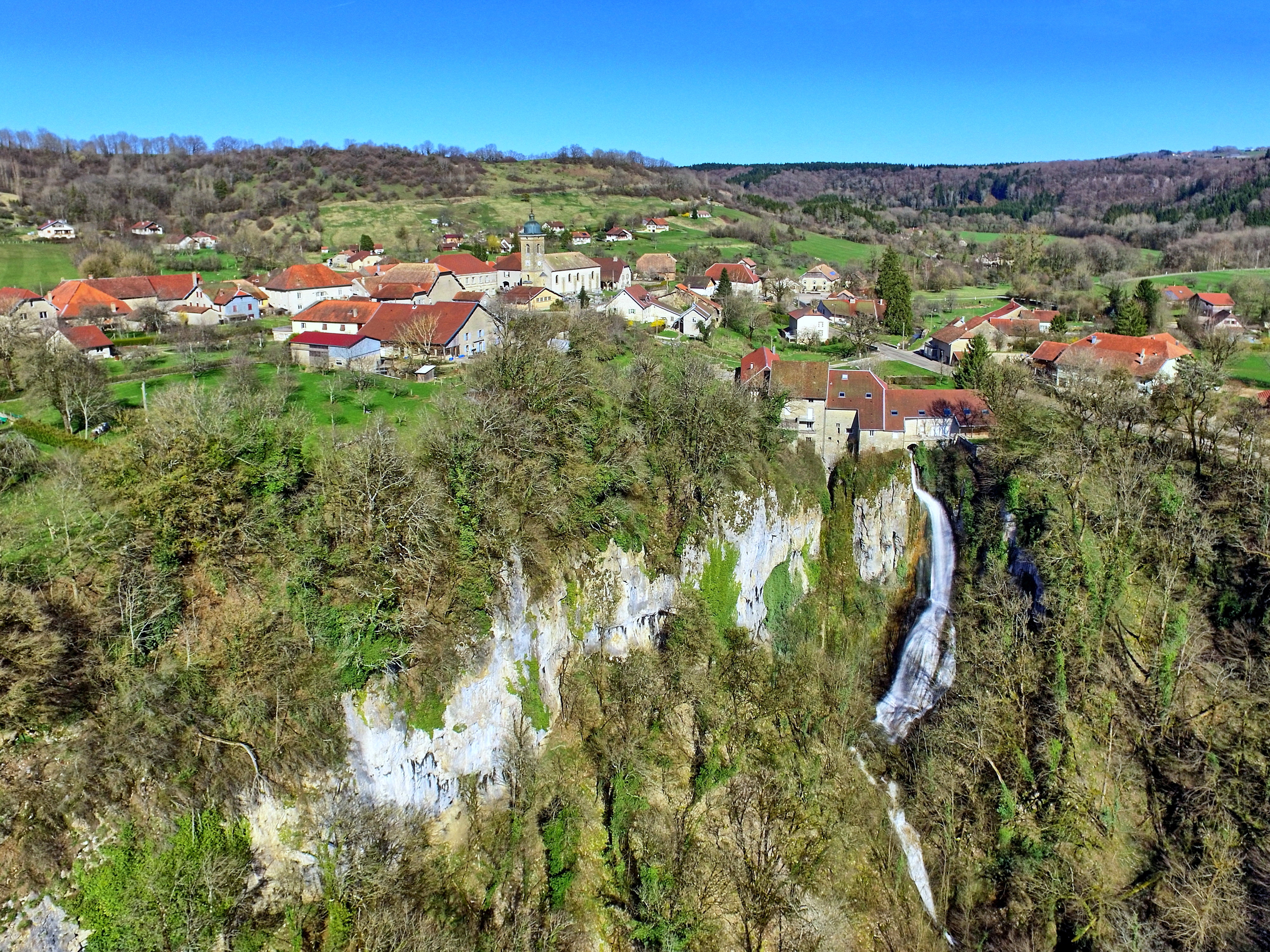
Le village et la cascade de la Vau.
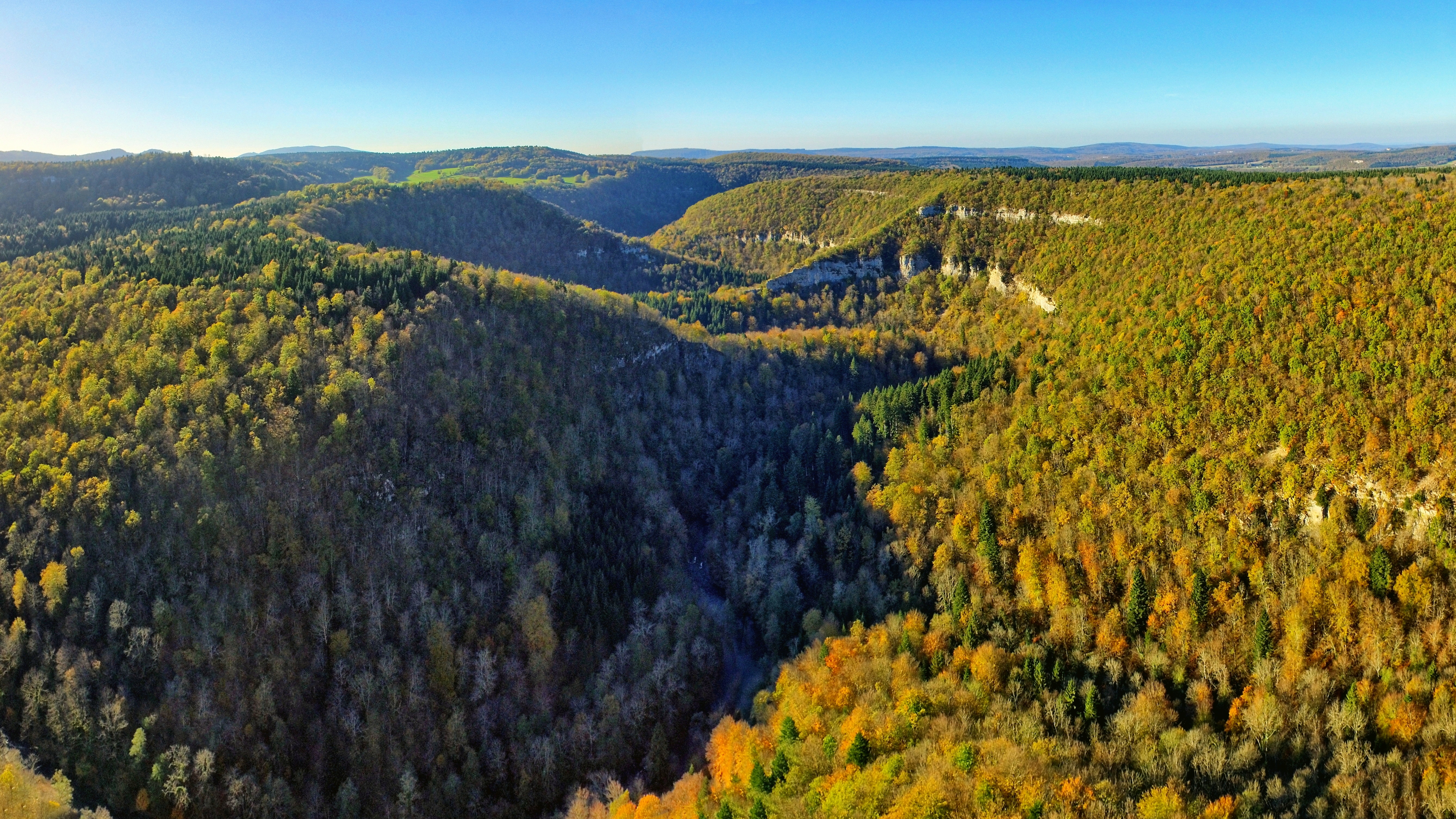
Les gorges du Lison.

Alaise
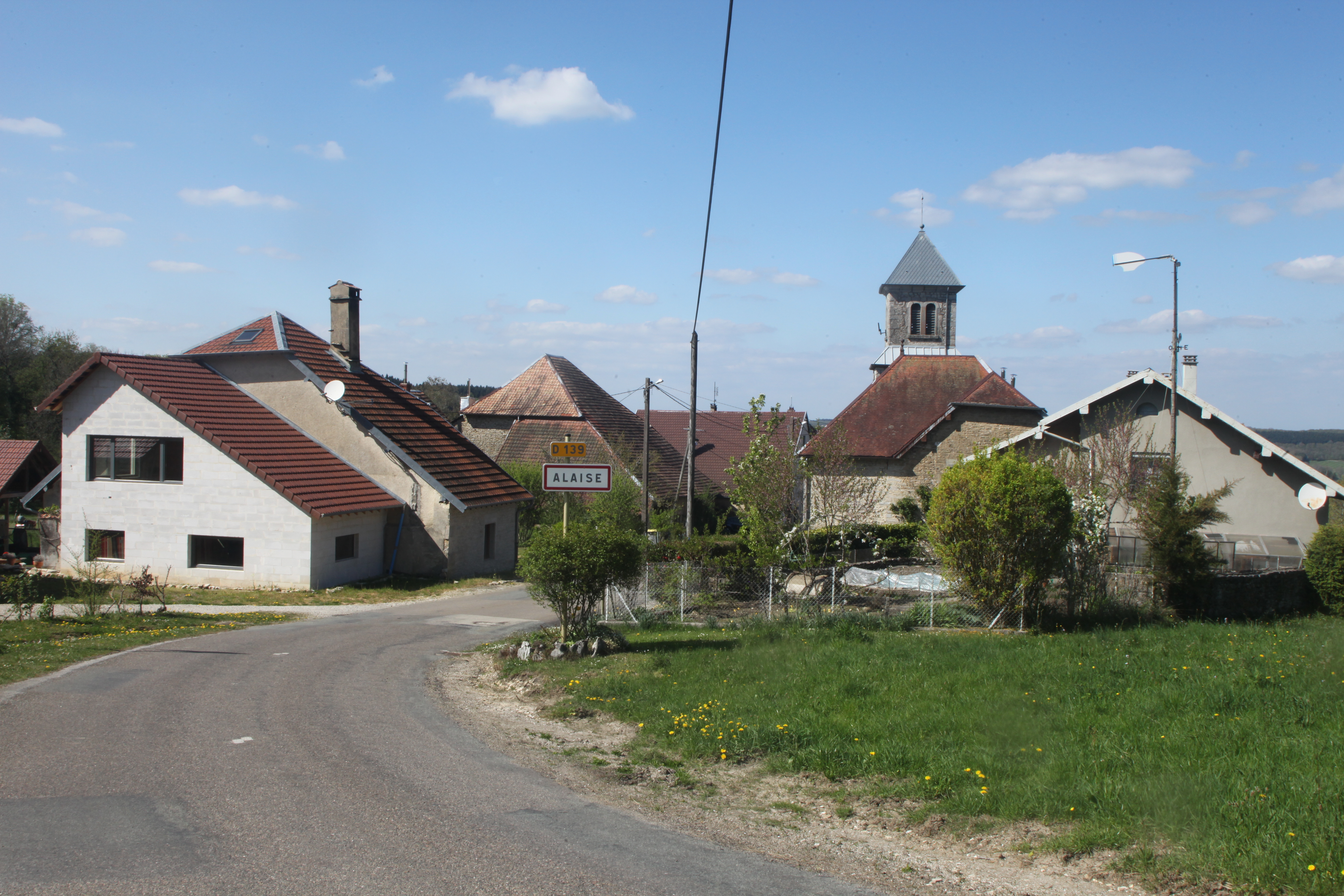
Entrée d'Alaise.
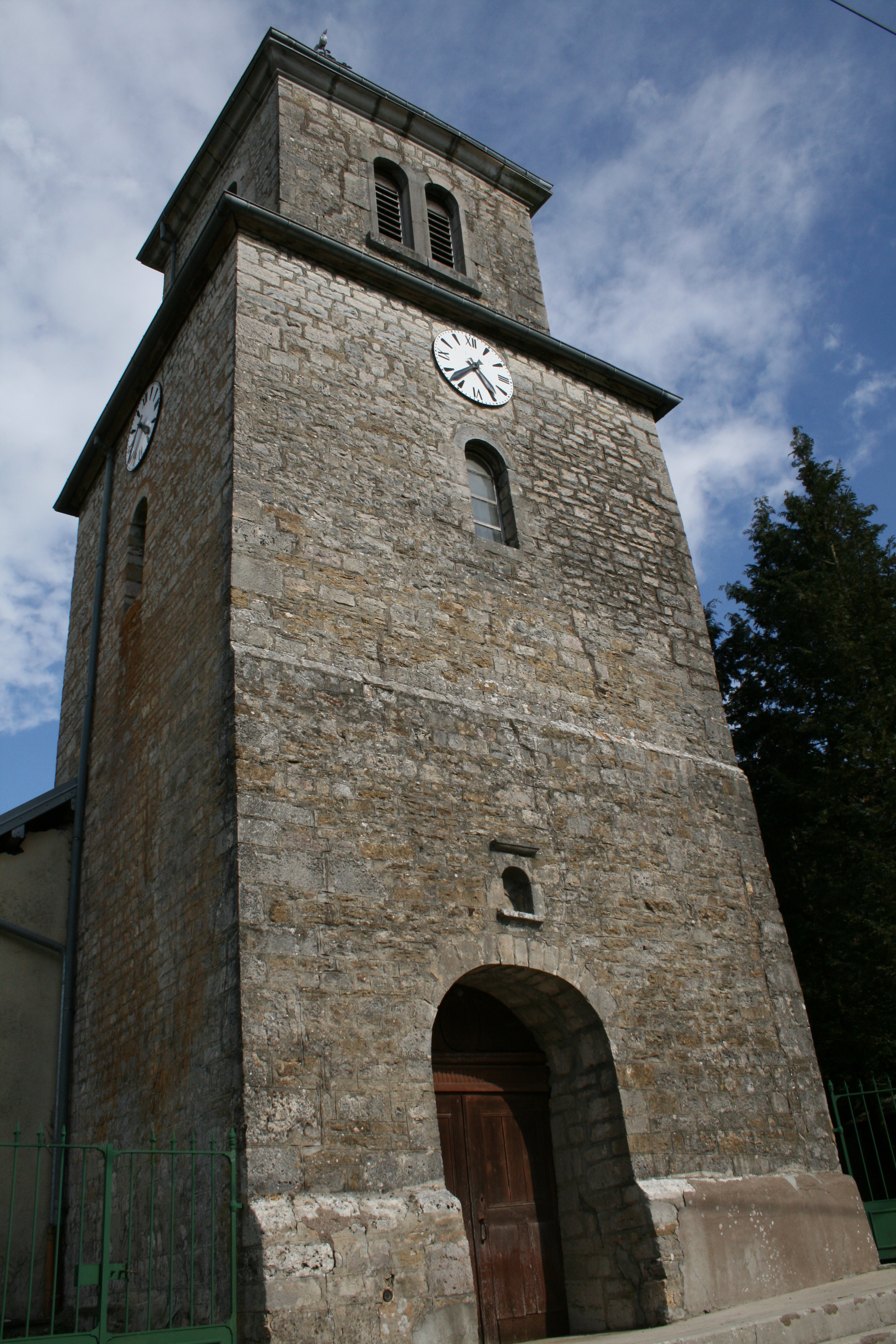
Vue du clocher d'Alaise.
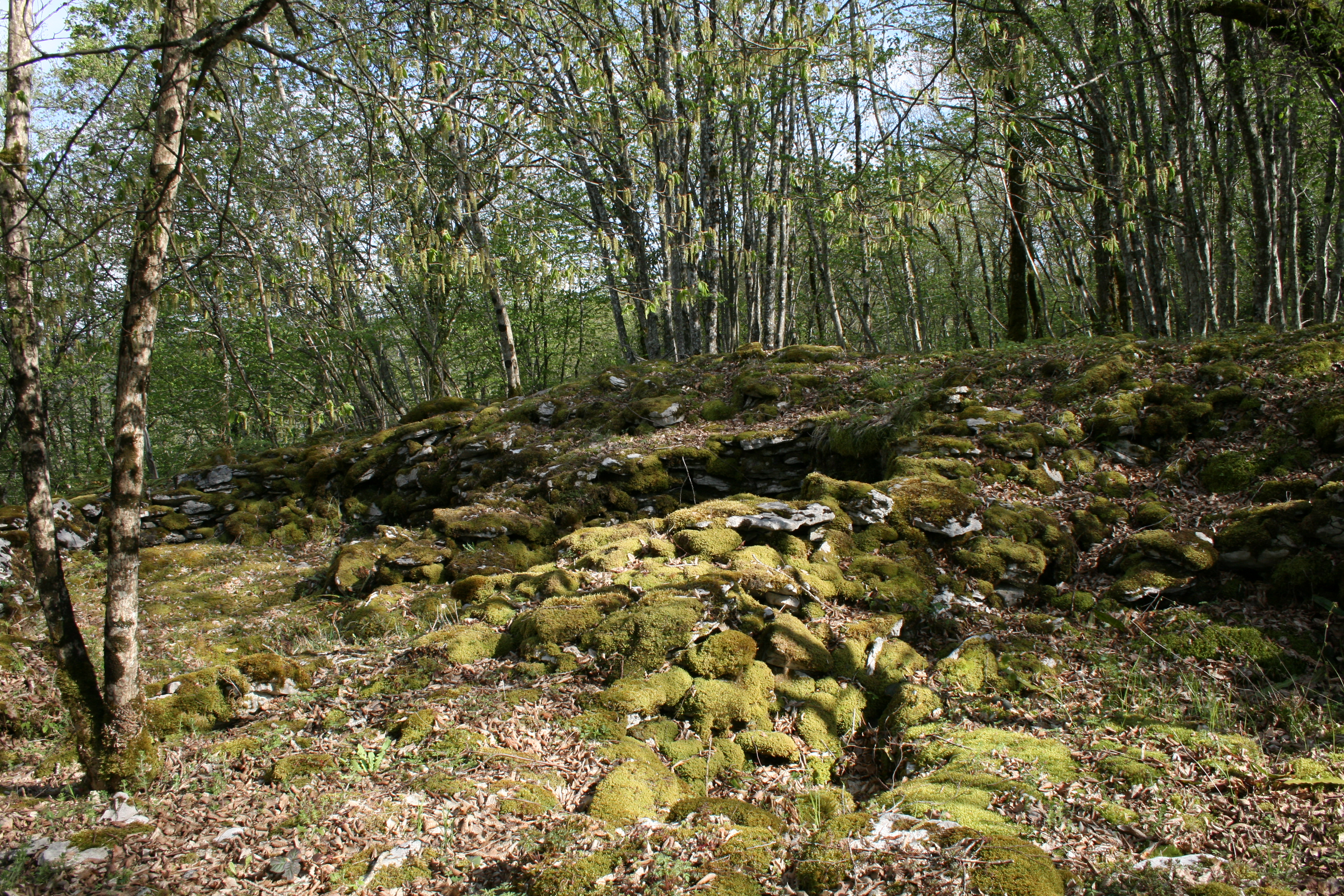
Rempart lieu-dit le Châtaillon à Alaise.
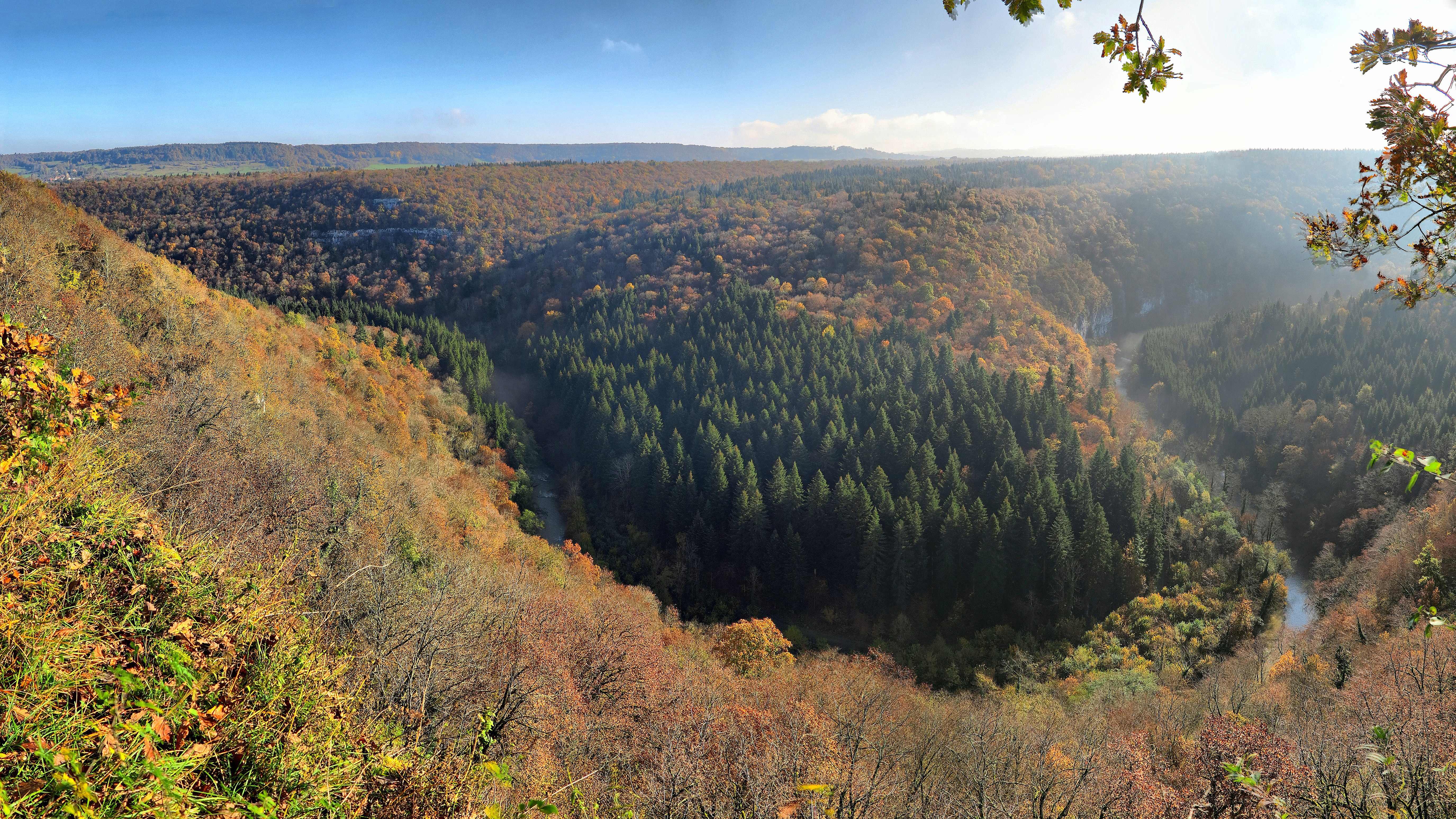
Belvédère sur la vallée du Lison.

Coulans-sur-Lizon
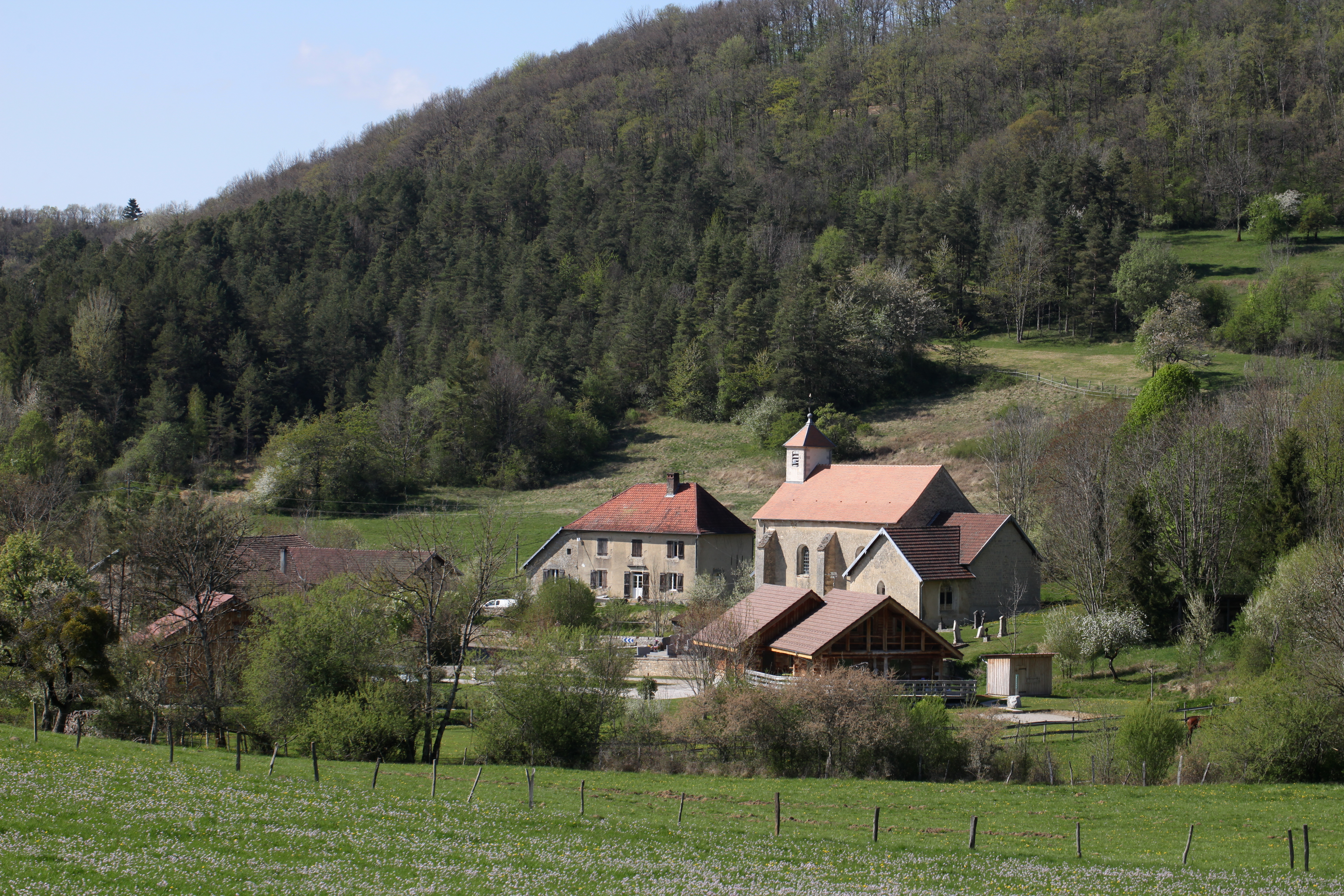
Coulans-sur-Lison.
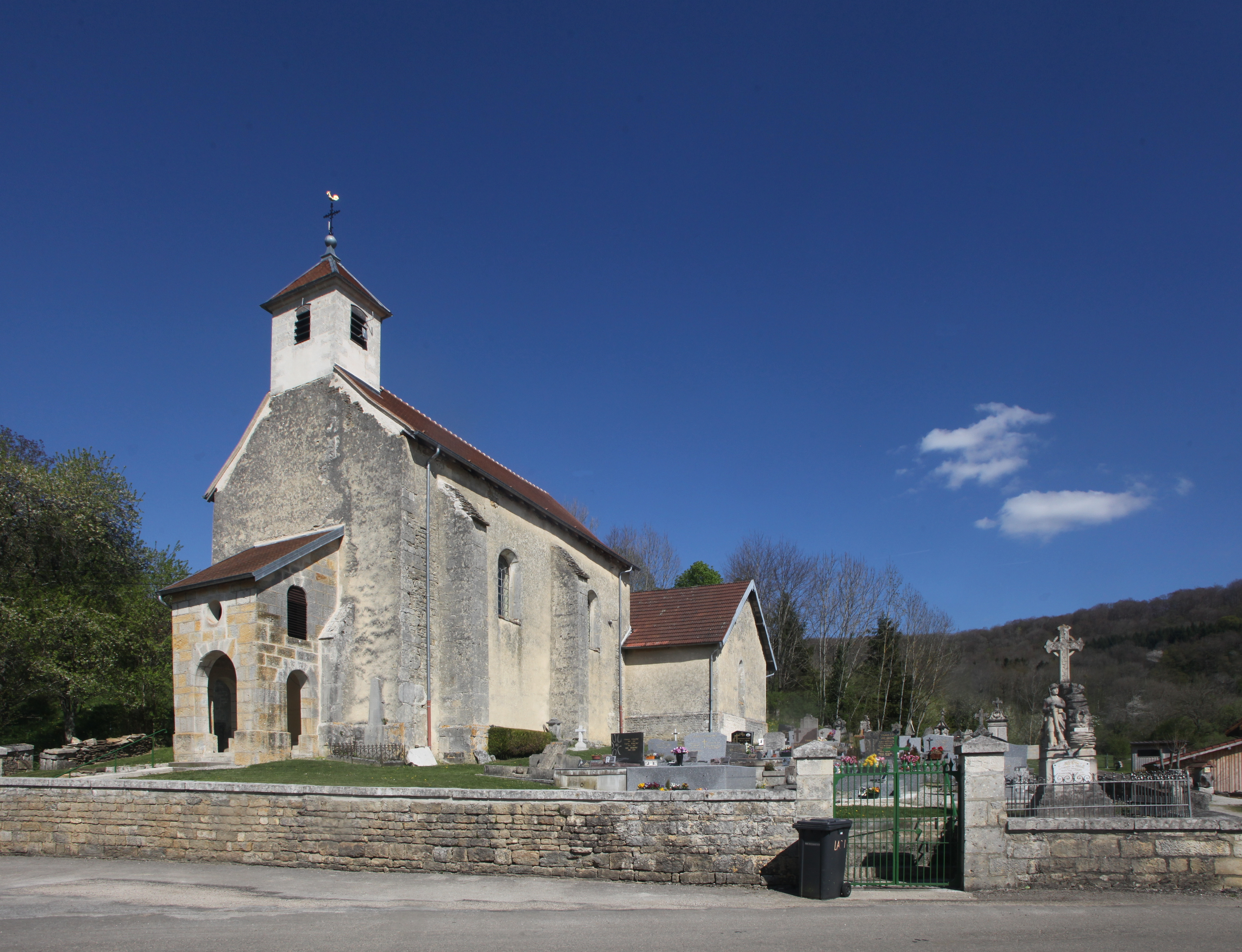
Église de Coulans-sur-Lison.
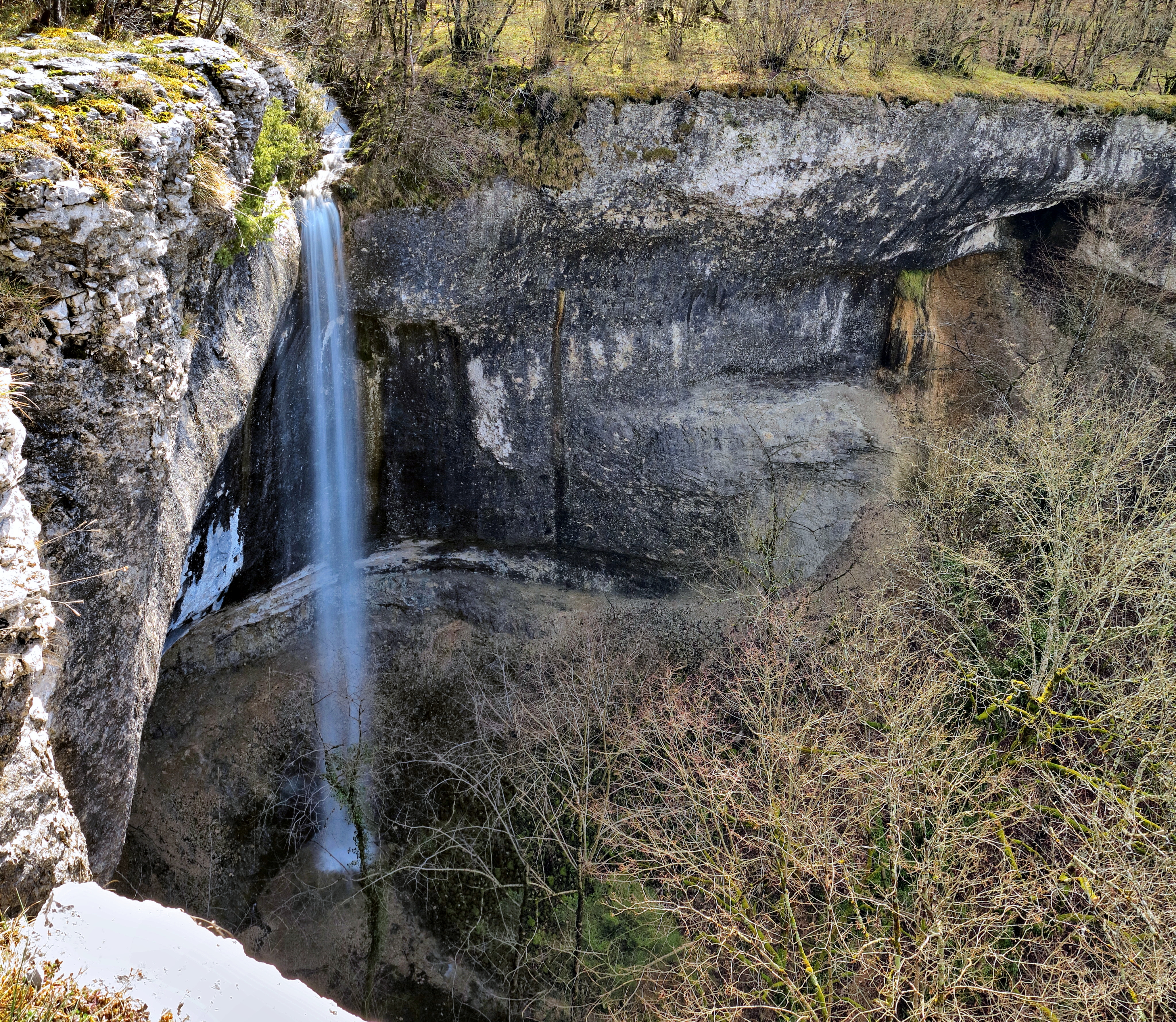
Le grand saut de l'Œil de Bœuf.

Doulaize
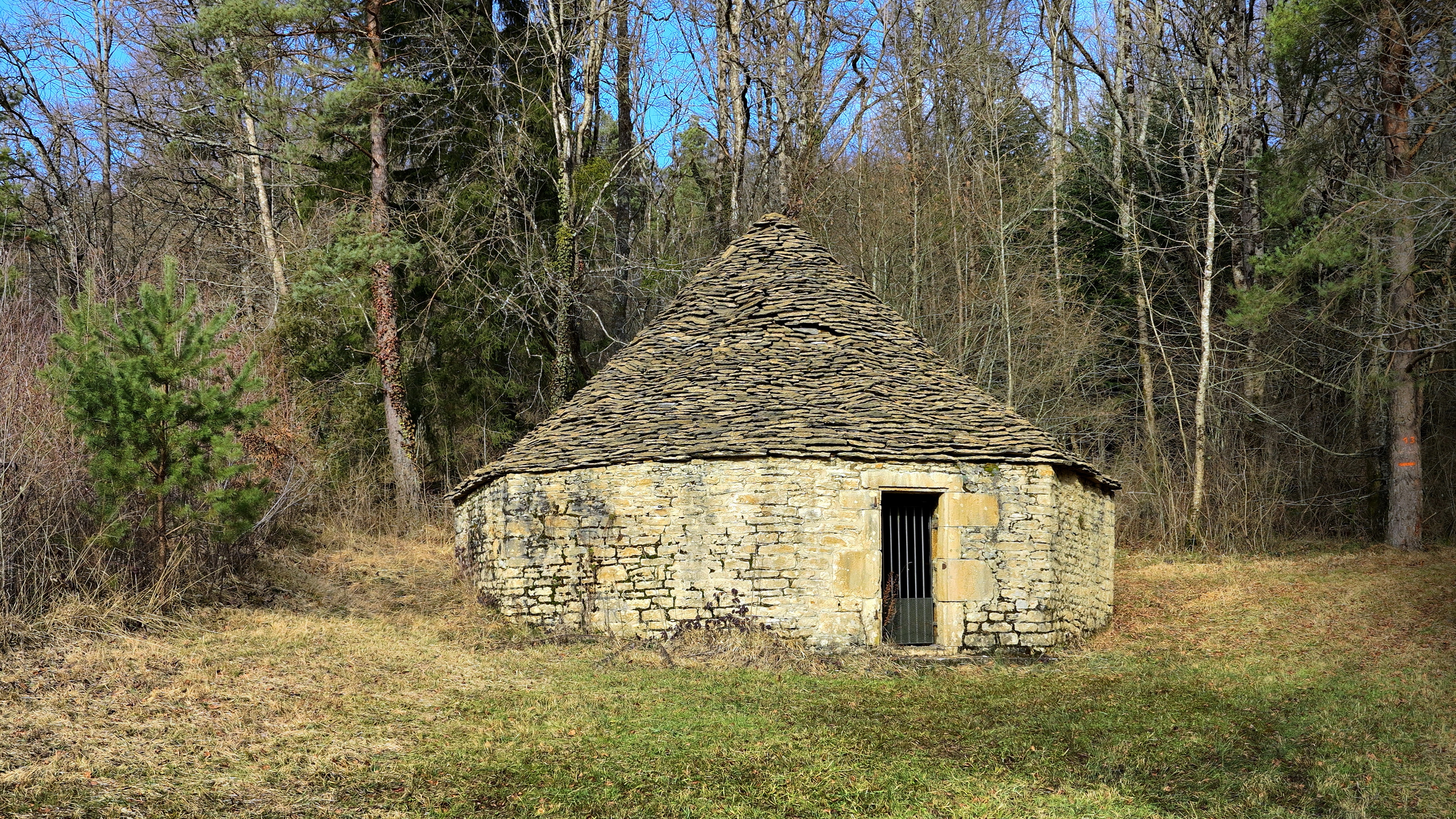
Le réservoir au toit de lauzes.
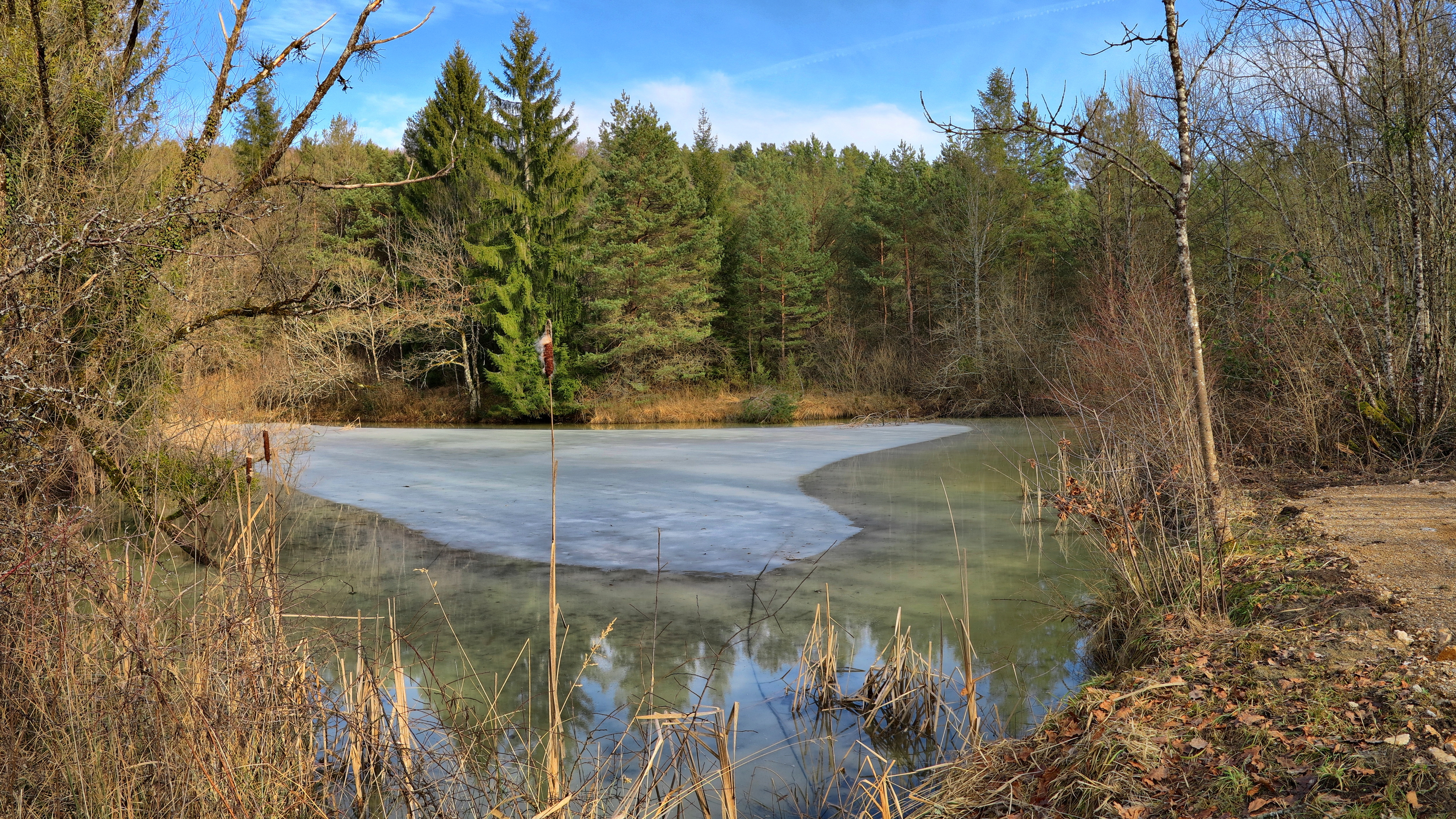
L'étang gelé.

Refranche
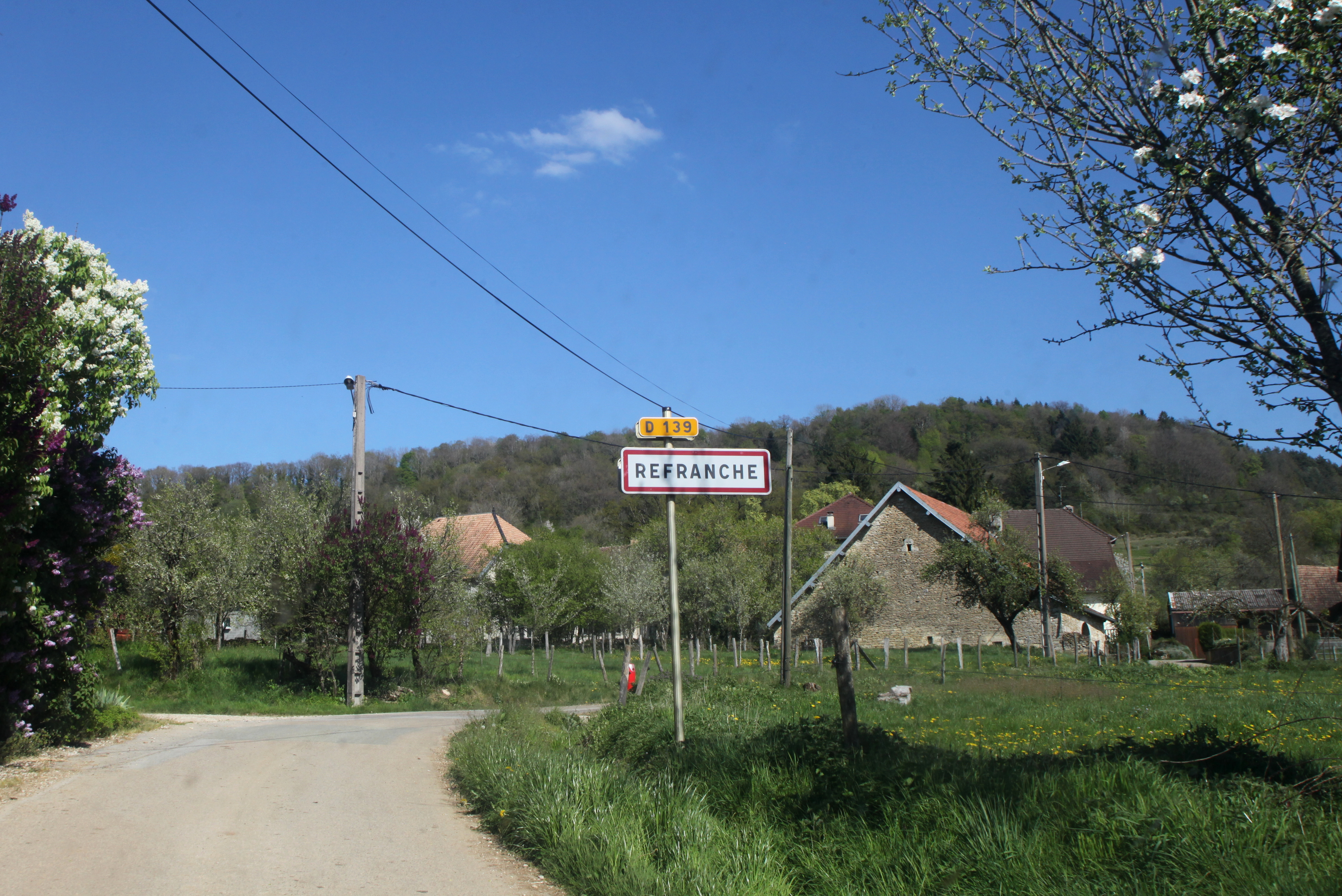
Vue de Refranche.
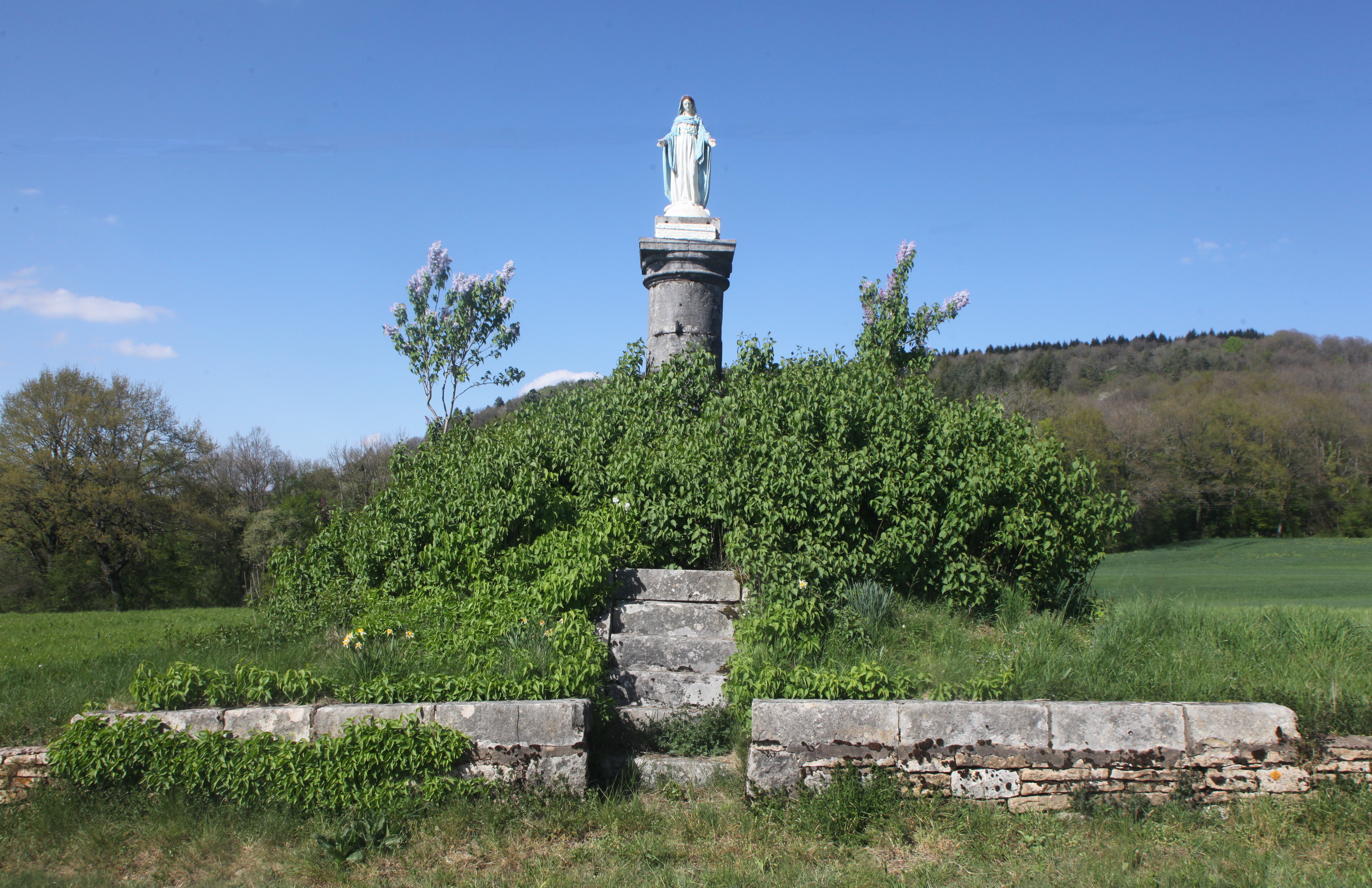
Vierge à Refranche.
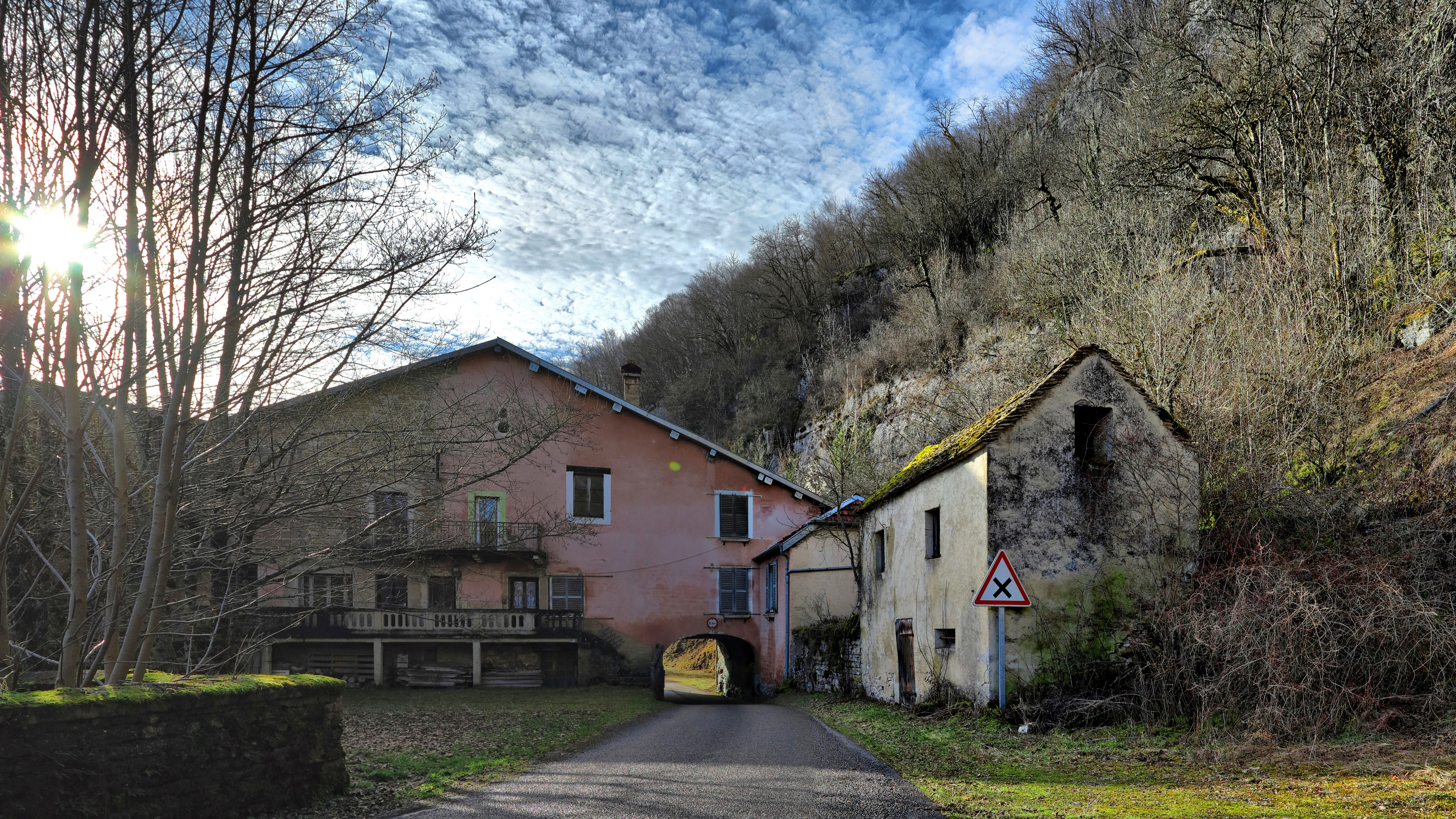
Le moulin de Chiprey.
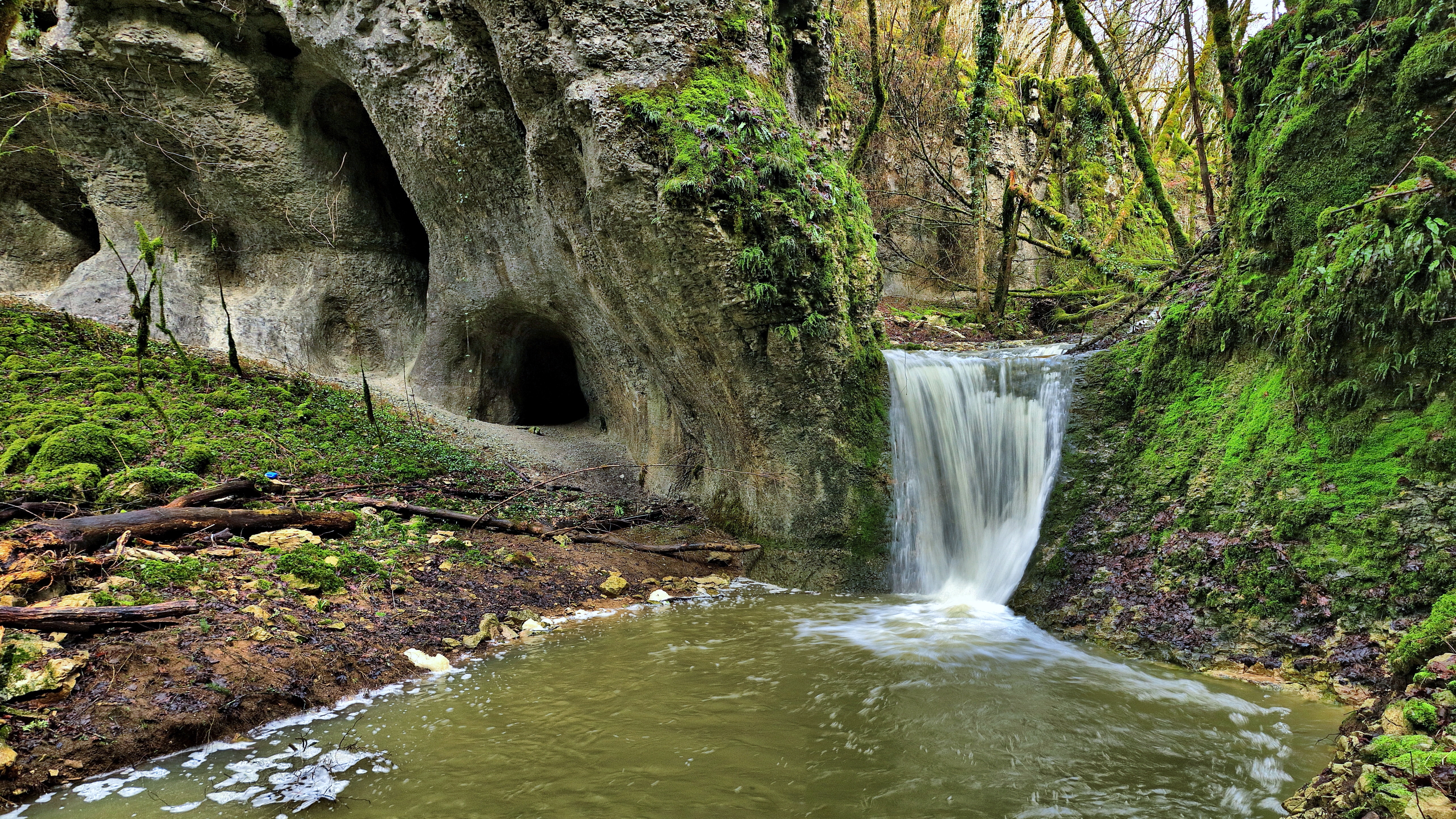
Le saut du ruisseau de Goële.

Saraz
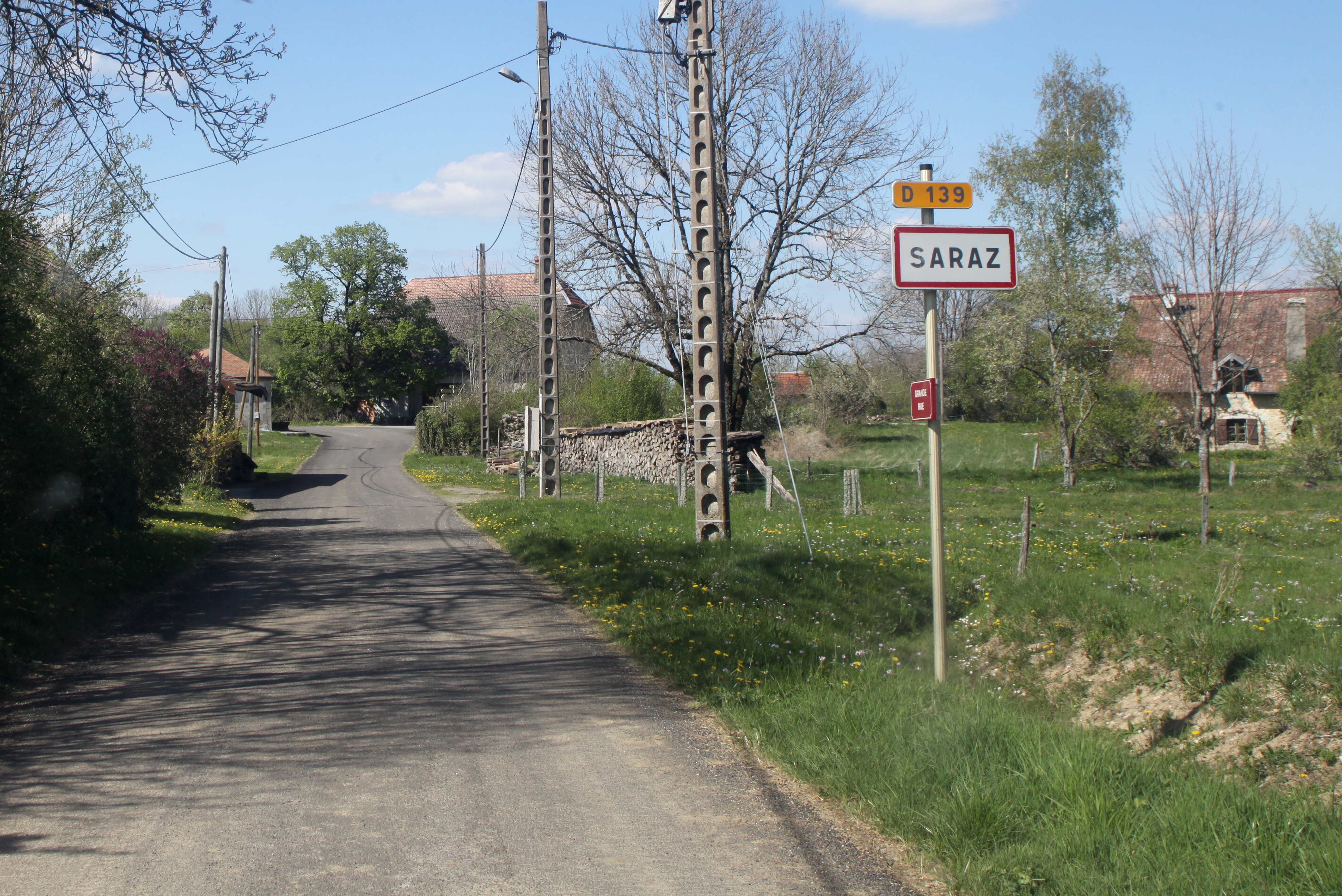
Entrée du village de Saraz.
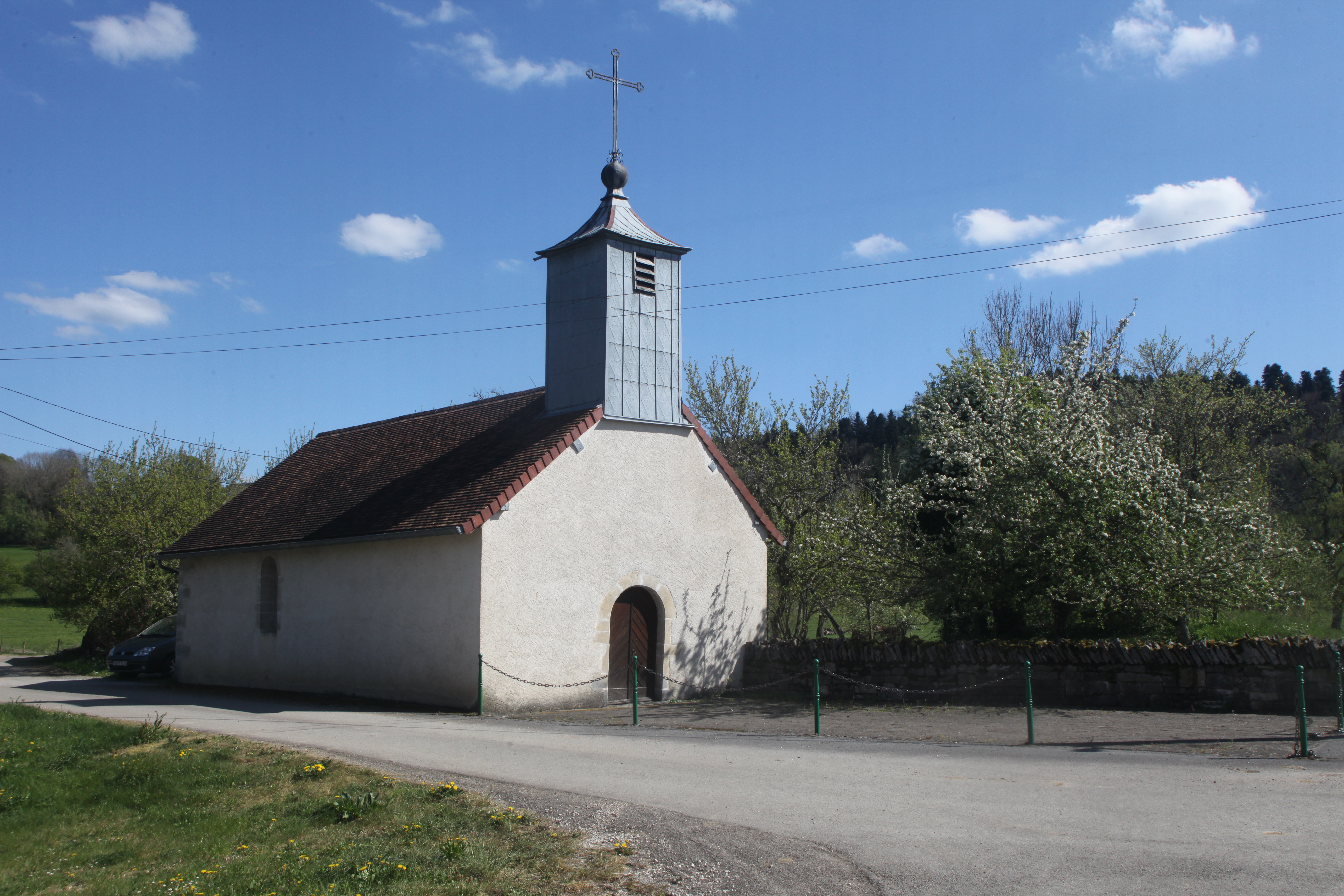
Chapelle Sainte-Anne.
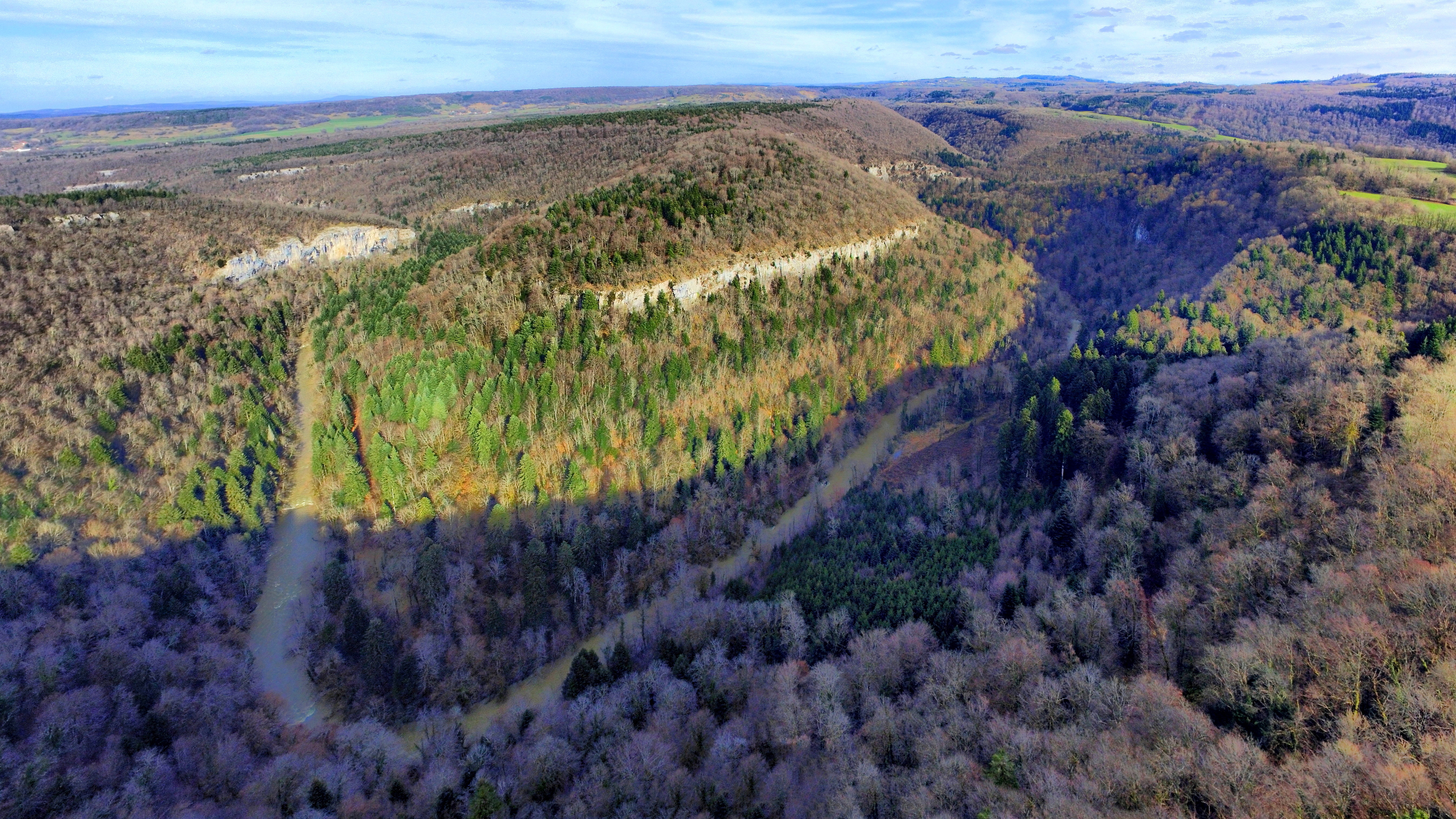
Boucle du Lison au niveau de Saraz.

### Personnalités liées à la commune
- Alphonse Delacroix (1807-1878), le premier à soutenir la thèse Alaise = Alésia contre Napoléon III (voir son buste à Alaise).
- Auguste Castan.
- Jules Quicherat (1814-1882), professeur à l'École des chartes, soutien de l'Alésia séquane.
- Georges Colomb (1856-1945), soutien de la thèse Alaise = Alésia (voir son buste à Myon).